# أليسون جاكسون (مصورة)
أليسون جاكسون (بالإنجليزية: Alison Jackson)‏ هي مصورة بريطانية، ولدت في 1960 في ساوث سي في المملكة المتحدة.

## وصلات خارجية
- الموقع الرسمي
- أليسون جاكسون على موقع IMDb (الإنجليزية)